# 733 Mocia

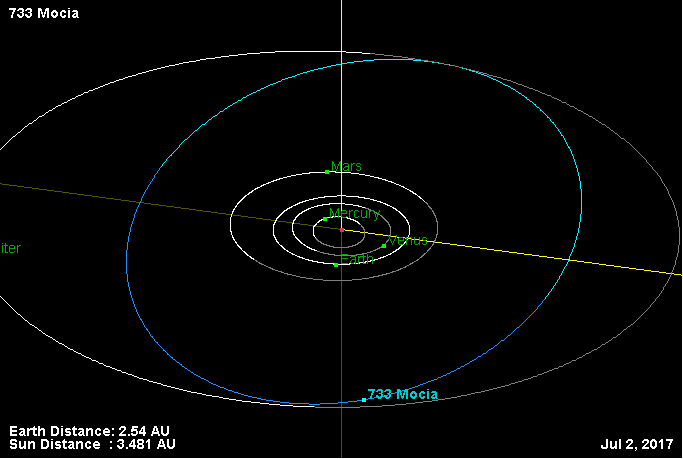

Mocia è un asteroide della fascia principale del diametro medio di circa 88,71 km. Scoperto nel 1912, presenta un'orbita caratterizzata da un semiasse maggiore pari a 3,3993026 UA e da un'eccentricità di 0,0635265, inclinata di 20,26051° rispetto all'eclittica.
Stanti i suoi parametri orbitali, è considerato un membro della famiglia Cibele di asteroidi.
Il suo nome è in onore del figlio più piccolo di Max Wolf, Werner Wolf, che da piccolo era chiamato "Mok".